# Makhzen

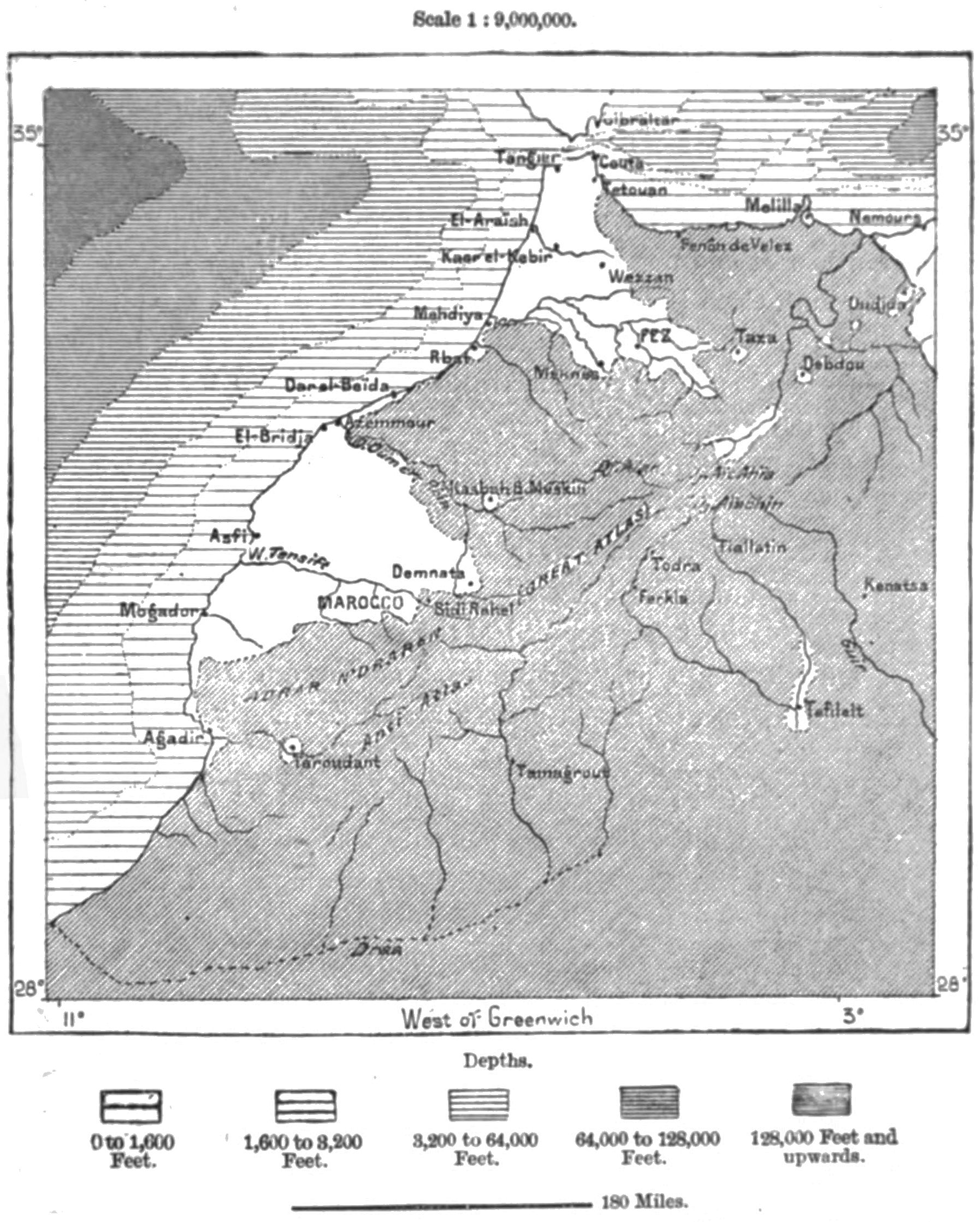
Marokko um 1890: Bilad al-Mahhzen (hell) und Bilad al-siba (grau)

Makhzen (auch Makhzan, Machzan, arabisch المخزن, DMG al-maḫzan) war seit der Herrschaft der Saadier im 16. Jahrhundert bis in die Kolonialzeit die Bezeichnung für die Regierung des Sultans in Marokko. Amtsträger am Herrscherhof gehörten genauso zum Makhzen wie Würdenträger und Führer von Stämmen, die loyal zum Herrscherhaus waren und daher mit Vorrechten und Vergünstigungen belohnt wurden.
Das vom Makhzen verwaltete Land hieß bilad al-makhzen („Land des Makhzen“) im Unterschied zum Land außerhalb, das von unabhängigen Berberstämmen kontrolliert wurde und bilad al-siba („Land der Abtrünnigen“) hieß. Letztgenannte Gebiete waren nur selten unter der Kontrolle des Sultans. Machtkämpfe zwischen beiden Gebieten prägten die gesamte mittelalterliche Geschichte Marokkos.

## Geschichte
Das Wort ist von khazana, „wegschließen“, „aufbewahren“ abgeleitet und bezeichnete ursprünglich einen Ort, an dem Steuern aufbewahrt wurden. In dieser Bedeutung wurde makhzen vermutlich erstmals Anfang des 9. Jahrhunderts zur Regierungszeit von Ibrahim I. ibn al-Aghlab in Ifrīqiya für eine eiserne Truhe verwendet, in der die Steuern gesammelt wurden, welche das tributpflichtige Land an den Abbasiden-Kalifen nach Bagdad schicken musste. Ab den Almoraviden im 11. Jahrhundert bezeichnete makhzen in Marokko dezentral über das Land verteilte Sammelstellen für die Steuereinnahmen des Herrscherhauses. Die Bezeichnung für die Schatzämter der Regierung übertrug sich unter den Scherifen-Dynastien allmählich auf die Sultansherrschaft insgesamt. Bis zu den Saadiern war er zur üblichen Bezeichnung für die Regierung, die Finanzverwaltung und die übrigen Institutionen der muslimischen Gemeinschaft (al-bait al-māl) geworden. Der Begriff stand offensichtlich nicht in einem religiösen Zusammenhang, sondern bezog sich auf die Autorität des Landes und deren Organe zur Durchsetzung der Macht.
Mit der Etablierung einer Staatsmacht, deren Oberhaupt den Titel Sultan trug, vollzog sich eine für Marokko charakteristische Aufteilung des Landes in zwei sich feindselig gegenüberstehende Gebiete: Unter der Steuerhoheit und Verwaltung der Regierung stand das Gebiet bilad al-makhzen. Das angrenzende Land im Einflussbereich einzelner Stammesoberen wurde bilad al-siba, „Land der Abtrünnigen/Dissidenten“ genannt. Die Idrisiden bildeten die erste, im Land selbst entstandene Dynastie. Sie regierten von 789 bis 985 und rechtfertigten sich mit einer scherifischen Abstammung. Während Marokko unter ihrer Herrschaft weitgehend islamisiert wurde, beschränkte sich ihre Macht auf kleine Teilbereiche im Westen des Landes. Erst mit den Almoraviden und ihren Nachfolgern, den Almohaden, wurde die Zentralgewalt eines Makhzen spürbar, der die Bewohner der eroberten Gebiete mit der kharaj-Steuer (ḫarāj) auf bebaubares Land belegte. Um diese Steuer einzutreiben, war die militärische Kontrolle der Ländereien erforderlich. Den Militärdienst leisteten arabische Stämme, die auf der Seite des Makhzen standen und selbst von der Landsteuer befreit waren. Die Grenzen zum Feindesland waren jahrhundertelang Schlachtfelder.
Die berberische Wattasiden-Dynastie (1465–1549) übte nur eine schwache Herrschaft aus. Sie wurden zusätzlich zu den inneren Spannungen durch Spanier und Portugiesen bedroht, die um 1500 die großen Hafenstädte an der Atlantikküste einnahmen. Die Wattasiden mussten sich den aus Südmarokko kommenden Saadiern geschlagen geben. Der spanische Einfluss machte sich nun in einer komplexeren Organisation der Verwaltung bemerkbar. Aus dem Nachbarland Algerien wirkte Anfang des 16. Jahrhunderts der Kultureinfluss des luxuriösen türkischen Hoflebens der osmanischen Kolonisatoren herüber. Durch den Austausch von Botschaftern hergestellte offizielle Beziehungen zu europäischen Ländern festigten das politische Ansehen der Herrscher.
Im 17. Jahrhundert befand sich die Außengrenze des Sultanslandes etwa am Westhang des Mittleren Atlas, von dessen Rückzugsgebieten unabhängige Berberstämme der Zanata und die Sufi-Bruderschaft der Dila'iyya die für den Handel wichtige Kamelkarawanenroute zwischen Fès und Marrakesch bedrohten. Der Alawiden-Sultan Mulai ar-Raschid besiegte 1668/69 die Bruderschaft und zerstörte ihren Hauptsitz (zawiya) bei Kasba Tadla. Mit osmanischer Unterstützung kehrte der Dila'iyya-Anführer Ahmad al-Dalai 1677 aus dem algerischen Exil zurück und nahm mit Unterstützung der regionalen Berberfürsten den Kampf gegen die Zentralregierung wieder auf. Mulai ar-Raschids Nachfolger, Sultan Mulai Ismail, ließ zum dauerhaften Schutz der Ostgrenze Ende des 17. Jahrhunderts entlang der Strecke eine Reihe von befestigten Siedlungen (Kasbahs) errichten oder ausbauen. Südlich von Kasba Tadla waren dies Beni-Mellal, nördlich Khénifra, Azrou, Sefrou bis nach Taza am Nordrand der Atlasberge. Die einschließlich kleinerer Wachtposten insgesamt 70 Stellungen wurden von speziellen, aus schwarzafrikanischen Sklaven bestehenden Truppen bewacht und markierten die Grenze des steuereinzugsfähigen Gebietes. Die Bewohner dieser weit entfernten Gebiete zahlten ihre Steuern eher unregelmäßig.
Die Herausbildung der Makhzan-Strukturen ergaben sich zum einen aus dem innenpolitischen Anspruch, ein großes, in weiten Teilen instabiles Gebiet zu kontrollieren, zum anderen als Folge äußerer Einflüsse. Die größte Ausdehnung besaß die Sultansherrschaft unter Mulai al-Hassan I. (reg. 1873–1894), sein Nachfolger geriet in die Abhängigkeit der um Kolonialbesitz streitenden europäischen Mächte.

## Verwaltungsstruktur
Der Sultan wurde von den Autoritäten (Ulama), also von seiner Verwandtschaft am Hof, den Verwaltern der großen Städte und aus den Reihen der Stammesführer durch Wahl oder Verhandlungen bestimmt. Eine zwingende Erbfolgeregelung gab es nicht. Der bisherige Sultan konnte zwar seinen Nachfolger vorschlagen, die Wahlmänner waren jedoch bei dessen Ausrufung (baʿya) nicht an ein solches Votum gebunden.
Das Gebiet des Makhzen war in drei Regionen aufgeteilt, die von einem Sekretär (kātib) verwaltet wurden: 1) Die nördliche Region von der Straße von Gibraltar bis zum Bou-Regreg-Fluss, der zwischen Rabat und Salé in den Atlantik mündet. 2) Von hier nach Süden bis an den Rand der Sahara. 3) Das Sahara-Randgebiet im Osten der Atlasberge um Tafilet. Alle Gebiete unterstanden einem Wesir (wazīr), dem al-sadr al-aʿẓam.
Außer diesem Wesir bestand der Rat des Makhzen im 19. Jahrhundert aus einem eigens für die Beziehungen mit den Europäern zuständigen Wesir, dem wazīr al-baḥr („Minister des Meeres“). Er war von Sidi Muhammad IV. (reg. 1859–1873) als “Repräsentant des Sultans” (nāib al-sultān) eingesetzt worden und sollte von seinem Büro in Tanger aus die ständig zunehmenden Forderungen der europäischen Händler nach Niederlassungen in den Küstenstädten verhandeln und deren weiteres Vordringen verhindern. Seine Position war nicht gleichbedeutend mit dem Außen- und Kriegsminister, dem ʿallāf. Hinzu kam eine Gruppe von hohen Offiziellen, den umanāʾ (Sg. amīn), die in drei Verwaltungsbereiche eingeteilt waren: Zuoberst stand der amīn al-umanāʾ, er war verantwortlich für das Eintreiben der Steuern. Unter ihm agierten 1) der umanāʾ al-marasiya, Leiter der Zollbehörde in den Hafenstädten. 2) Der umanāʾ al-mustafādāt sammelte Torsteuern, Pacht von Regierungsland und Bevölkerungssteuern, also die Judensteuer (ǧizya) und die Muslimsteuer (al-aʿshār) ein. 3) Schließlich gab es den umanāʾ al-qabāʾil, der die Steuern von den Stämmen erhob.
Der Sekretär für Beschwerden nannte sich kātib al-shikāyāt, Justizminister war der qāḍī ʾl-quḍāt („Kadi der Kadis“). Alle Minister hatten ihre Büros (banīka, Pl. banāʾik) innerhalb des Palastbezirks (maschwar), wie auch der qāḍī al-maschwar, der für die Soldaten (Palastwache) im Palast zuständig war und die Besucher dem Sultan vorführte. Eine Stufe darunter und vom qāḍī al-maschwar beaufsichtigt folgten der Stallmeister mawlā (mūl) al-ruwā und eine Anzahl von weiteren Amtsträgern. Eine einflussreiche Position hatte auch der hadschib inne. Sein Büro lag näher beim eigentlichen Wohnbereich des Palastes, für dessen Organisation er verantwortlich war. Außerhalb des Palastbezirks gab es bis zum einfachen Dorfoberhaupt (mukaddam) ein Geflecht von mehr oder weniger schlecht bezahlten Angestellten und Zuträgern.
Im Land wurde die Sultansmacht durch die entsprechenden Funktionsträger repräsentiert. Der religiösen Macht der berberischen Stammesführer, die mit islamischen Heiligen im Bunde waren, hielten die Sultane ihre scherifische Abstammung entgegen. Um der in weiten Teilen des Volkes vorherrschenden Heiligenverehrung etwas Gleichwertiges gegenüberzustellen, installierte Mulai Ismail 1691 den Kult der Sieben Heiligen von Marrakesch. Insgesamt aber verlagerte sich die Macht des Staates im Lauf der Zeit von der religiösen Basis hin zu einer politischen Struktur und einer Gesetzgebung, die zwar ihre Wurzeln im Islam hatte, aber mehrheitlich zivil verfasst war. Die Schari'a konzentrierte sich auf das Personenrecht. 
Der Begriff makhzen steht für ein zentralistisches Staatswesen, in dem alle Steuern allein dem Machtapparat zugutekamen und kaum Investitionen in Infrastruktur, Gesundheitssystem oder Bildung getätigt wurden. Er steht ferner für eine doktrinäre Art der Staatsführung, deren Entscheidungen von außen nicht einsehbar waren, und die eine Entwicklung zu demokratischen Institutionen nicht zugelassen hat. Auf der anderen Seite funktionierte die Bürokratie relativ effektiv und sorgte in unsicheren Zeiten für Stabilität in einem Gebiet, das von allen Seiten von Anarchie umgeben war. Im bilad al-siba herrschten zur selben Zeit sich regelmäßig gegenseitig bekriegende Stammesfürsten über kleine Gebiete, die Reisende nur mit Zustimmung und von Mitgliedern des jeweiligen Stammes eskortiert durchqueren konnten.
Die Aussage der französischen Verwaltung, dass der Makhzen ohne ihre Unterstützung zusammengebrochen wäre, kann als Schutzbehauptung gewertet werden. Die finanziellen Schwierigkeiten der Regierung Ende des 19. Jahrhunderts hatten ihre Ursachen überwiegend im europäischen Kolonialismus.
Im November 1912 wurde Marokko vertraglich französisches Protektorat, ein kleiner Teil des Landes im Norden kam unter spanische Verwaltung. Die dreihundert Jahre dauernde Sultansherrschaft bestand nur der Form nach weiter, alle wesentlichen politischen Entscheidungen trafen die Kolonialmächte. Sie modernisierten die Makhzen-Verwaltung nach ihren Bedürfnissen und verschafften Marokko erstmals klar definierte Außengrenzen. Mit der Unabhängigkeit Marokkos im Jahr 1956 wurde aus dem Sultan ein König, der sein neu strukturiertes Land mit einem kaum veränderten absolutistischen Anspruch weiterregierte.